# Боббі Гендерсон
Боббі Гендерсон (англ. Bobby Henderson, нар. 18 липня 1980 року, Роузбург, Орегон, США) — американський фізик, засновник пародійної релігії пастафаріанство.

## Життєпис
Випускник Університету штату Орегон за спеціальністю фізика.

### Пастафаріанство
Боббі Гендерсон заснував пастафаріанство 2005 року на знак протесту проти рішення департаменту освіти штату Канзас, яким вимагалося ввести до шкільного курсу концепцію «Розумного задуму» як альтернативу еволюційному вченню. У відкритому листі на своєму вебсайті Гендерсон проголосив віру в надприродного творця, схожого на макарони і тефтелі — Летючого Локшинного Чудовиська, і закликав до вивчення пастафаріанства в школах нарівні з іншими релігіями, тим самим використовуючи аргумент reductio ad absurdum (доведення до абсурду).

### Євангеліє Летючого Локшинного Чудовиська
У грудні 2005 року Боббі Гендерсон отримав аванс у розмірі $80000 від Villard на написання Євангелія від Летючого Локшинного Чудовиська. Гендерсон сказав, що планує витратити доходи від книги на будівництво піратського корабля, за допомогою якого він буде поширювати пастафаріанство. Книгу випущено 28 березня 2006 року, вона уточнює пастафаріанську систему вірувань. Гендерсон використовує сатиру, щоб викласти недоліки еволюційної біології і обговорює історію та спосіб життя з точки зору пастафаріанства. Євангеліє закликає читачів випробувати пастафаріанство протягом 30 днів, кажучи, що «якщо ми вам не сподобаємося, ваша стара релігія, швидше за все, прийме вас назад». Боббі Гендерсон написав на своєму сайті, що продано більше 100 000 примірників книги.
Scientific American назвав євангеліє «дуже кумедним» і «складною пародією на теорію „Розумного задуму“». 2006 року воно номінувалось на премію Quill Award у категорії «Гумор», але не стало переможцем. Вейн Аллен Бреннер з Остін Кронікл схарактеризував книгу як «необхідний шматочок гумору в надмірно серйозному бою між наукою і забобонами». Саймон Сінгх з Дейлі телеграф пише, що Євангеліє «можливо трохи повторюється… але в цілому, це блискуча, провокаційна, дотепна і важлива книжкова перлина».
Кейсі Ласкін з Діскавері інстіт'ют, який виступає за теорію «Розумного задуму», назвав євангеліє «знущанням над християнськими Новим Заповітом».